# István Küzmics
István Küzmics (conocido en esloveno como Štefan o Števan Küzmič, Strukovci, Transmurania, c. 1723 – Surd, 22 de diciembre de 1779) fue un escritor luterano de la minoría eslovena en Hungría. 
Nació en la región de Transmurania (o Prekmurje) del antiguo condado de Vas del Reino de Hungría, aunque actualmente forma parte de Eslovenia. Su padre György Küzmics (1703–1769) era sastre. Asistió a la escuela en Sopron y Győr, y estudió en el liceo en Pozsony (actual Bratislava). Posteriormente, fue pastor religioso y profesor en los pueblos de habla eslovena de Nemescsó (1751–1755) y Surd (1755–1779), que actualmente pertenecen al condado de Zala, pero que entonces formaban parte del condado de Somogy, un área donde se establecieron numerosas familias eslovenas durante los siglos XVII y XVIII.
Küzmics escribió catecismos y libros de texto, y tradujo el Nuevo Testamento al esloveno de Transmurania. La obra fue publicada con el título Nouvi zakon ali testamentom en la localidad alemana de Halle, en 1771.

## Obras
- Male szlovenszki katekizmus, 1752 («Pequeño catecismo esloveno»)
- ABC kni'snicza, 1753 («Librito del ABC»)
- Vöre Krsztsanske krátki Návuk csiszte rejcsi Bo'ze vözebráni i na nyou, 1754 («Breve doctrina de la religión cristiana)
- Nouvi Zákon ali Testamentom Gospodna nasega Jezusa Krisztusa zdaj oprvics zGrcskoga na sztári szlovenszki jezik obrnyeni po Stevan Küzmicsi Surdanszkom. F., 1771 («Nuevo Testamento»)